# تشريع آن
قانون آن أو تشريع آن، المعروف أيضًا باسم قانون حقوق النشر 1710 (مذكور إما 8 Ann. c. 21 أو 8 Ann. c. 19) ، كان قانونًا صادرًا عن برلمان بريطانيا العظمى اقر عام 1710، وكان القانون الأول الذي ينص على حق المؤلف الذي تنظمه الحكومة والمحاكم ، وليس من الأطراف الخاصة.
قبل سَن القانون في عام 1710، تمت الموافقة على قيود النسخ بموجب ترخيص قانون الصحافة في عام 1662. فرضت شركة ستيشنريز هذه القيود، وهي نقابة للطابعات مُنحت السلطة الحصرية لطباعة - ومسؤولية الرقابة - الأعمال الأدبية. أدت الرقابة بموجب قانون الترخيص إلى احتجاج عام، نظرًا لأنه كان لا بد من تجديد القانون كل عامين، سعى المؤلفون وغيرهم إلى منع إعادة المصادقة عليه.  في 1694، رفض البرلمان تجديد قانون الترخيص، وإنهاء احتكار ستيشنريز والقيود المفروضة على الصحافة. 
على مدى السنوات العشر التالية، دعت شركة ستيشنريز إلى مشاريع قوانين لإعادة تفويض نظام الترخيص القديم، لكن البرلمان رفض إصدارها. في مواجهة هذا الفشل، قررت الشركة التأكيد على فوائد الترخيص للمؤلفين بدلاً من الناشرين، ونجحت في إقناع البرلمان بالنظر في مشروع القانون الجديد. أصبح مشروع القانون هذا، الذي حصل بعد تعديلات جوهرية على الموافقة الملكية في 5 أبريل 1710، معروفًا باسم قانون آن بسبب تمريره في عهد الملكة آن. حدد القانون الجديد فترة حقوق التأليف والنشر مدتها 14 عامًا، مع وجود حكم للتجديد لمدة مماثلة، يمكن خلالها فقط للمؤلف والطابعات الذين اختاروا ترخيص أعمالهم نشر إبداعات المؤلف.  بعد ذلك، ستنتهي حقوق الطبع والنشر للعمل، مع إدراج المواد في الملك العام. على الرغم من فترة عدم الاستقرار المعروفة باسم معركة بائعي الكتب عندما بدأت تنتهي صلاحية شروط حقوق النشر الأولية بموجب النظام الأساسي، ظل قانون آن ساري المفعول حتى حل محله قانون حقوق النشر لعام 1842.
يعتبر النظام الأساسي "حدثًا فاصلاً في تاريخ حقوق النشر الأنجلو أمريكية ... تحويل ما كان يمثل حق المؤلف الخاص بالناشرين إلى منحة للقانون العام".  بموجب القانون، منح حق المؤلف لأول مرة للمؤلفين بدلاً من الناشرين؛ كما تضمنت أحكامًا للمصلحة العامة، مثل مخطط للإيداع القانوني. كان للنظام الأساسي تأثيرًا على قانون حقوق النشر في العديد من الدول الأخرى ، بما في ذلك الولايات المتحدة، وحتى في القرن الحادي والعشرين "كثيرًا ما يستشهد به القضاة والأكاديميين المعاصرين على أنه يجسد الأسس النفعية لقانون حقوق النشر". 

## خلفية
مع إدخال المطبعة إلى إنجلترا على يد ويليام كاكستون عام 1476 ، [7] أصبحت الأعمال المطبوعة أكثر شيوعًا وأكثر أهمية من الناحية الاقتصادية. في وقت مبكر من عام 1483 ، أدرك ريتشارد الثالث قيمة الأعمال الأدبية من خلال إعفائها تحديدًا من تشريعات الحماية الحكومية.

### معركة بائعي الكتب

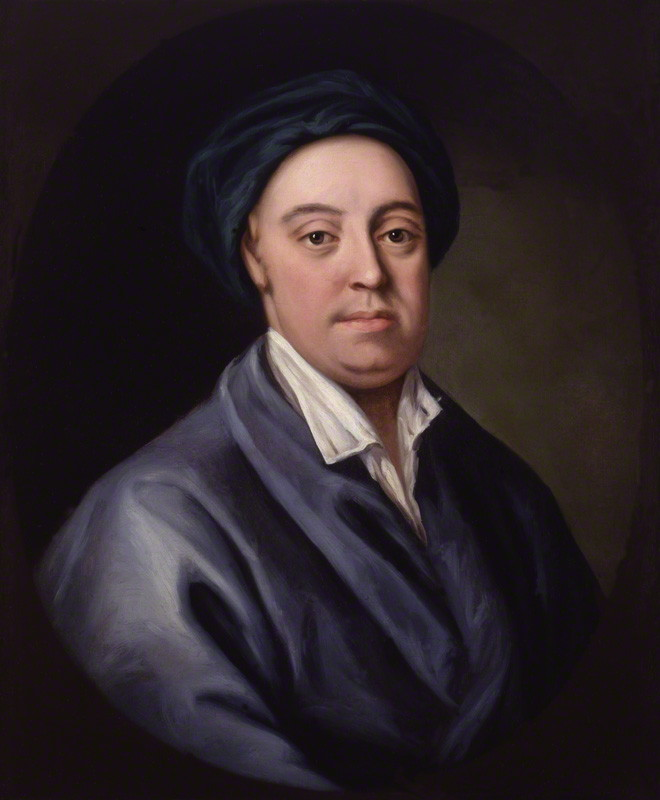
جيمس طومسون، الذي كان عمله الفصول موضوعا لميلار ضد تايلور.

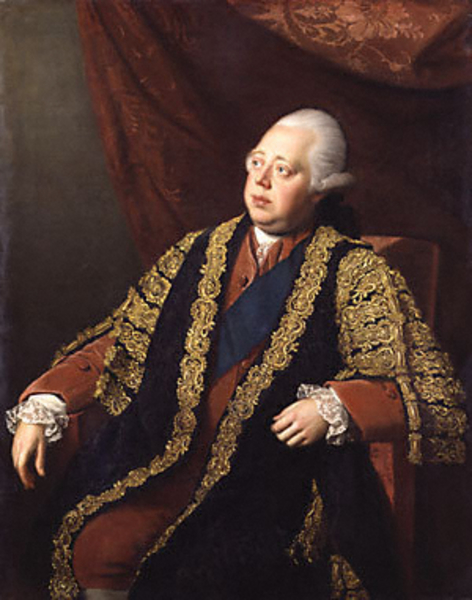
لورد نورث، الذي وسع أحكام قانون آن في عام 1775.

عندما بدأت حقوق الطبع والنشر الممنوحة للأعمال المنشورة قبل انتهاء صلاحية النظام الأساسي في عام 1731، بدأت شركة القرطاسية وناشريها مرة أخرى في الكفاح من أجل الحفاظ على الوضع الراهن وكان أول منفذ لهم هو البرلمان، حيث مارسوا ضغوطًا من أجل تشريع جديد لتمديد فترة حقوق النشر، وعندما فشل ذلك لجأوا إلى المحاكم. كانت حجتهم الرئيسية أن حقوق النشر لم يتم إنشاؤها بواسطة قانون آن؛ كانت موجودة مسبقًا في القانون العام وكانت دائة. وعلى هذا النحو، على الرغم من أن النظام الأساسي ينص على فترة محدودة، إلا أن جميع الأعمال ظلت محمية بحقوق الطبع والنشر بموجب القانون العام بغض النظر عن تاريخ انتهاء صلاحية حق المؤلف القانوني. 

## القانون
يتكون القانون من 11 قسمًا، يحمل رسميًا عنوان "قانون تشجيع التعلم، من خلال منح نسخ من الكتب المطبوعة في مؤلفي أو مشتري النسخ، خلال الأوقات المذكورة فيه".

## قراءة معمقة
- Abrams، Howard B. (1985). "The Historical Foundation of American Copyright Law: Exploding the Myth of Common Law Copyright". كلية الحقوق في جامعة واين الحكومية  [لغات أخرى]‏. ج. 29 ع. 3. ISSN:0043-1621.{{استشهاد بدورية محكمة}}:  صيانة الاستشهاد: علامات ترقيم زائدة (link)
- Alexander، Isabella (2010). Copyright Law and the Public Interest in the Nineteenth Century. Hart Publishing. ISBN:978-1-84113-786-5.
- Bently، Lionel (2010). The History of Copyright. Global Copyright: 300 Years Since the Statute of Anne, from 1709 to Cyberspace. Edward Elgar. ISBN:978-1-84980-831-6.
- Bracha، Oren (2010). "The Adventures of the Statute of Anne in the Land of Unlimited Possibilities: The Life of a Legal Transplant". كلية الحقوق في جامعة كاليفورنيا، بركلي  [لغات أخرى]‏. ج. 25 ع. 1. ISSN:1086-3818. مؤرشف من الأصل في 2018-04-08. اطلع عليه بتاريخ 2018-04-08.{{استشهاد بدورية محكمة}}:  صيانة الاستشهاد: علامات ترقيم زائدة (link)
- Cornish، William (2010). The Statute of Anne 1709–10: Its Historical Setting. Global Copyright: 300 Years Since the Statute of Anne, from 1709 to Cyberspace. Edward Elgar. ISBN:978-1-84980-831-6.
- Deazley، Ronan (2003). "The Myth of Copyright at Common Law" (PDF). مطبعة جامعة كامبريدج. ج. 62 ع. 1: 106–133. DOI:10.1017/S0008197303006251. ISSN:0008-1973. مؤرشف من الأصل (PDF) في 2022-08-18.
- Deazley، Ronan (2004). On the Origin of the Right to Copy. Hart Publishing. ISBN:978-1-84113-375-1.
- Deazley، Ronan (2006). Rethinking Copyright: History, Theory, Language. Edward Elgar Publishing. ISBN:978-1-84720-944-3.
- Deazley، Ronan (2010). "The Statute of Anne and the Great Abridgement Swindle". مركز الحقوق في جامعة هيوستن  [لغات أخرى]‏. ج. 47 ع. 4. ISSN:0018-6694.{{استشهاد بدورية محكمة}}:  صيانة الاستشهاد: علامات ترقيم زائدة (link)
- Deene، Joris (2010). The Influence of the Statute of Anne on Belgian copyright law. Global Copyright: 300 Years Since the Statute of Anne, from 1709 to Cyberspace. Edward Elgar. ISBN:978-1-84980-831-6.
- Geiger، Christophe (2010). The Influence (Past and Present) of the Statute of Anne in France. Global Copyright: 300 Years Since the Statute of Anne, from 1709 to Cyberspace. Edward Elgar. ISBN:978-1-84980-831-6.
- Hauhart، Robert C. (1983). "The Origin and Development of the British and American Patent and Copyright Laws". Whittier Law School. ج. 5 ع. 1. ISSN:0195-7643.
- Holdsworth، William (1920). "Press Control and Copyright in the 16th and 17th Centuries". كلية ييل للحقوق. ج. 29 ع. 1. DOI:10.2307/786947. ISSN:0044-0094. JSTOR:786947. مؤرشف من الأصل في 2019-04-27.
- Patterson، L. Ray؛ Joyce، Craig (2003). "Copyright in 1791: An Essay Concerning the Founders' View of Copyright Power Granted to Congress in Article 1. Section 8, Clause 8 of the U.S. Constitution". Emory University School of Law. ج. 52 ع. 1. ISSN:0094-4076.
- Patterson، L. Ray (1965). "The Statute of Anne: Copyright Misconstrued". كلية هارفارد للحقوق. ج. 3 ع. 1. ISSN:0017-808X.
- Robinson، A.J.K (1991). "The Evolution of Copyright, 1476–1776". University of Wales Press. ج. 22 ع. 1. ISSN:0084-8328.
- Rose، Mark (2009). "The Public Sphere and the Emergence of Copyright: Areopagitica, the Stationers' Company and the Statute of Anne". Tulane University Law School. ج. 12 ع. 1. ISSN:1533-3531.
- Rose، Mark (2003). "Nine-Tenths of the Law: The English Copyright Debates and the Rhetoric of the Public Domain". كلية الحقوق في جامعة ديوك  [لغات أخرى]‏. ج. 66 ع. Spring. ISSN:0023-9186.{{استشهاد بدورية محكمة}}:  صيانة الاستشهاد: علامات ترقيم زائدة (link)
- Rose، Mark (1993). Authors and owners: the invention of copyright. دار نشر جامعة هارفارد. ISBN:978-0-674-05309-0. مؤرشف من الأصل في 2021-10-15.
- Seville، Catherine (2011). Literary Copyright Reform in Early Victorian England: The Framing of the 1842 Copyright Act. مطبعة جامعة كامبريدج. ISBN:9780521174503.
- Seville، Catherine (2010). "The Statute of Anne: Rhetoric and Reception in the Nineteenth Century". مركز الحقوق في جامعة هيوستن  [لغات أخرى]‏. ج. 47 ع. 4. ISSN:0018-6694.{{استشهاد بدورية محكمة}}:  صيانة الاستشهاد: علامات ترقيم زائدة (link)
- Streibich، Harold C. (1976). "The Moral Right of Ownership to Intellectual Property: Part II From the Age of Printing to the Future". Cecil C. Humphreys School of Law. ج. 7 ع. 1. ISSN:1080-8582.